# Sin filtro (película de 2016)
Sin filtro es una película chilena de comedia de 2016, dirigida y escrita por Nicolás López, y protagonizada por  Paz Bascuñán y Paulo Brunetti. Desde su estreno el 7 de enero de 2016 se convirtió en un éxito de taquilla con más de 1 200 000 espectadores lo que la convierte en la segunda película chilena más vista en la historia. 
En junio de 2025 una encuesta de Cadem mencionó a Sin filtro como la tercera «mejor película chilena de la década».

## Sinopsis
Pía (Paz Bascuñán), es una agobiada mujer moderna de 37 años que vive en el estresado Santiago del 2015. Día a día su jefe, su novio, su hijastro y su mejor amiga la tratan con a alguien irrelevante, siendo incapaz de hacer algo al respecto. Pía tiene un dolor en el pecho que no la deja vivir y un día, luego de sentir mucho dolor, decide someterse a un milenario tratamiento de acupuntura oriental impartido por un extraño doctor chino. Este tratamiento, sin que ella lo quiera, soltará todo lo que Pía se guardaba dentro y la llevará por un viaje de liberación personal. 
Finalmente, Pía podrá expresar a las personas todo lo que siempre ha pensado sobre ellas, sin ningún filtro, lo que inicialmente aliviará su dolor. Sin embargo, con el tiempo, se dará cuenta de que decir todo lo que piensa no siempre resulta en buenas consecuencias. Esta franqueza puede llegar a herir incluso a las personas que más quiere. Pía deberá aprender a controlar esta nueva versión de sí misma para poder seguir adelante con su vida de manera positiva.

## Elenco
- Paz Bascuñán como Pía Vargas.
- Paulo Brunetti como Gabriel.
- Antonio Quercia como Antonio.
- Ariel Levy como Bastián.
- Ramón Llao como Yi-Ho.
- Carolina Paulsen como Teresa Vargas.
- Ignacia Allamand como Macarena.
- Lucy Cominetti como Javiera.
- Antonia Zegers como Mujer del Auto.
- Alison Mandel como Emilia Dimitri.
- Francisco Ortega como Psiquiatra.
- Igal Furman como Cliente.
- Álvaro Reyes como Técnico.
- Luis Pablo Román como DJ Pablo.
- Álvaro López Álvarez como Lanza.
- Bonnie Fernanda Ramírez como Kitty.
- Nicolás Durán como Nicolás.
- Nick Bolt como Bolt.

## Adaptaciones
El nivel de identificación alcanzado por Sin Filtro fue tan significativo que trascendió las fronteras de Chile, haciendo eco en otros países que no tardaron en producir sus propias versiones de esta exitosa comedia. 
- En México, se estrenó el 12 de enero de 2018,  esta versión fue titulada Una mujer sin filtro, dirigida por Luis Eduardo Reyes y protagonizada por Fernanda Castillo.
- En Estados Unidos, se estrenó el 19 de febrero de 2018 una versión para un público más juvenil titulada Blurt! (Sin Filtro en Latinoamérica) por Nickelodeon, con el actor Jace Norman en el papel protagónico. Esta versión fue doblada al español y transmitida por Nickelodeon Latinoamérica.
- En España, se estrenó el 2 de marzo de 2018 un remake español del filme, con la participación de actrices de renombre como Candela Peña, Cristina Castaño o la consagrada actriz española Maribel Verdú, en el papel de la protagonista principal. La película tras titularse Sin Filtros, finalmente se optó por Sin rodeos, (que en España es una expresión alternativa a "sin filtro"). Dirige la película el actor y cineasta Santiago Segura.
- En Argentina, el jueves 5 de julio de 2018 se estrenó la versión local titulada Re loca, protagonizada por la actriz uruguaya Natalia Oreiro junto a Diego Torres, Fernan Miras y Gimena Accardi.
- En Panamá, el 9 de agosto de 2018 se estrenó la versión local titulada Sin pepitas en la Lengua con la actriz argentina Ash Olivera en el papel principal.
- En Perú, el 8 de agosto de 2019 se estrenó la versión local titulada Recontra Loca con la actriz peruana Gianella Neyra en el papel principal.
- En Italia, el 18 de junio de 2020 se estrenó la versión local titulada Cambio tutto! ("¡Lo cambio todo!"), dirigida por Guido Chiesa y con la actriz italiana Valentina Lodovini en el papel principal.